# اریک جندرسن
اریک جندرسن (انگلیسی: Erik Jendresen) نویسنده، نمایشنامه‌نویس، فیلمنامه‌نویس و تهیه‌کننده تلویزیون و فیلم آمریکایی است.
وی فیلم‌نامه‌نویس فیلم‌هایی همچون؛ والا، انفجار بزرگ، دسته برادران، ایتاکا، مأموریت: غیرممکن – روزشمار مرگ قسمت اول و مأموریت: غیرممکن – روزشمار مرگ قسمت دوم بوده‌است.